# Ernst Fulda
Ernst Fulda (* 21. November 1885 in Sangerhausen; † 24. Juni 1960 in Weimar) war ein deutscher Ingenieurgeologe und Bergbeamter. Er leitete zuletzt die Technische Bezirks-Bergbauinspektion (TBBI) Staßfurt (vor 1946 Berginspektion Staßfurt).

## Leben und Wirken
Ernst Fulda war der Sohn des Hütteninspektors Rudolf Alexander Fulda (1838–1924) und dessen Ehefrau Marie Wachsmuth. Sein Großvater Johann Fulda (1804–1880) war Oberbergrat und setzte die langjährige Bergbautradition der Familie Fulda fort.
1904 erhielt er eine Stelle als Bergbaubeflissener beim Oberbergamt Halle, wobei ein Teil der Ausbildung im Bergrevier Zeitz stattfand. Während seines Studiums in Göttingen wurde er 1905 Mitglied der Burschenschaft Brunsviga. 1909 erfolgte der Abschluss als Bergreferendar und 1913 als Bergassessor. Als solcher wurde er wissenschaftlicher Mitarbeiter bei der Mansfeldischen Kupferschieferbauenden Gewerkschaft in Eisleben.
Er kartierte – teilweise in Zusammenarbeit mit Kurd von Bülow und Walter Schriel – die Goldene Aue, das Frankenhäuser Becken sowie die oberkarbonischen und rotliegenden Schichtenfolgen am Kyffhäuser.
Nach dem Ersten Weltkrieg nahm er 1920 bei der Preußischen Geologischen Landesanstalt die Stelle des Leiters des Referats Zechstein an, wo er bis 1945 tätig war. 1922 wurde er dort zum Bergrat ernannt und promovierte 1924 an der TU Berlin-Charlottenburg beim Geodäten Egbert Harbert mit einer Studie über die Entstehung der Kalilagerstätten des deutschen Zechsteins. Von 1945 bis zu seinem Eintritt in den Ruhestand im Jahre 1957 leitete er die Bergbauinspektion Staßfurt. In seinen letzten Lebensjahren zog er mit seiner Frau Käte zu seiner Nichte nach Weimar, wo er 1960 starb.

## Veröffentlichungen (Auswahl)
- Studie über die Entstehung der Kalilagerstätten des deutschen Zechsteins. Dissertation TU Berlin-Charlottenburg, Berlin 1924.
- Überblick über die Salzlagerstätten Deutschlands. In: Kali. 19, 1925, S. 17–24.
- Die Salzlagerstätte des Werra-Kaligebietes. In: Beitrag Geologie von Thüringen. 1, 1928, Heft 6, S. 35–42.
- Zechstein. Handbuch der vergleichenden Stratigraphie Deutschlands. Borntraeger, Berlin 1935.
- Die Lagerstätten der nutzbaren Mineralien und Gesteine nach Form, Inhalt und Entstehung.  3. Band: Kohle, Salz, Erdöl. 2. Teil: Steinsalz und Kalisalze. Enke, Stuttgart 1938.